# Florentin Smarandache

## Vida
Florentin Smarandache nasceu na Romênia em 10 de dezembro de 1954, crescendo em uma sociedade marcada pelo totalitarismo comunista. Em 1998 pediu asilo para os Estados Unidos. Pai do Paradoxismo atualmente trabalha na Universidade do Novo México.
Dr. Florentin Smarandache é Professor Adjunto de Matemática na Universidade do Novo México nos EUA.  Ele tem mais de 75 livros publicados e 100 artigos e notas em matemática, física, filosofia, literatura, rebus.  Em matemática sua pesquisa é sobre teoria de número, geometria não-Euclideana, geometria sintética, estruturas algébricas, estatística, lógica neutrosófica e  conjunto (generalizações de lógica difusa intuicionística e conjunto respectivamente), probabilidade neutrosófica (generalização de probabilidade clássica e imprecisa). Tem também, pequenas contribuições em física nuclear e de partículas, informação de fusão (veja a Teoria Dezert-Smarandache de raciocínio plausível e paradoxo, 2002), filosofia (veja neutrosofia, uma generalização dialética), psicologia (lei das sensações e estímulos), sociologia (paradoxos sociológicos), linguística (semântica paradoxos e tautologia), etc.

## Literatura
Em literatura ele fundou em 1980 o movimento paradoxismo, baseado no uso excessivo de contradições, antônimos, criação em paradoxos.   

## Arte
Em arte, enquanto protesto contra a arte aleatória onde qualquer coisa era considerada arte, ele ironicamente defendia o avesso da arte, que significa uma arte de ponta-cabeça, ex. fazer arte de um modo que supostamente não se deveria fazer, ex. fazer arte a mais feia, a mais ridícula, a mais incorreta possível, e na maioria a mais impossível possível. 

## Filosofia
Em filosofia, ele generalizou em 1995 a dialética da neutrosofia, que é um novo ramo da filosofia que estuda a origem, natureza, e âmbito das neutralidades, assim como suas interações com diferentes espectros ideacional. Essa teoria considera todas as noções ou ideias <A> junto com suas oposições e negações <AntiA> e o espectro de "neutralidades" <Neut-A> (ou seja, noções ou ideias localizadas entre dois extremos, não suportando nem <A> nem <AntiA>). As ideias <Neut-A> e <AntiA> juntas são chamadas de <Non-A>. De acordo com essa teoria toda ideia <A> tende a ser neutralizada e balanceada por ideias <AntiA> e <Non-A> - como um estado de equilíbrio.
Ele desenhou um algoritmo para a Unificação das Teorias de Fusão e regras (UFT) usadas na medicina, robótica, militar. 

## Física
Em física ele encontrou uma série de paradoxos (veja o paradoxo quântico Smarandache), e emitiu a hipótese de que não há barreira de velocidade no universo, hipótese muito controversa entre os cientistas. Também considerou a possibilidade de uma terceira forma da materia, chamada imatéria, que é a combinação da matéria e da antimatéria (ou quarks e antiquarks).  

## Matematica
Em matemática ele criou muitas sequências e funções na teoria numeral.  Ele introduziu o grau de negação de um axioma ou de um teorema em geometria (veja a geometria de Smarandache que pode ser parte Euclideana e parte não-Euclideana, 1969), a multi-estrutura (veja n-estruturas de Smarandache, onde uma estrutura fraca contém uma ilha de estruturas fortes), e espaços-multiplos (uma combinação de espaços heterogêneos).